# Persone di nome Bruno
| Questa pagina contiene informazioni ricavate automaticamente dalle voci biografiche con l'ausilio del template Bio e di un bot. L'aggiornamento è periodico e automatico e ricostruisce completamente la pagina. Se manca una persona in questa lista, sei pregato di non aggiungerla, ma accertati piuttosto che la sua voce biografica contenga il template Bio e che i dati anagrafici siano correttamente compilati. Se il template Bio manca, inseriscilo tu stesso o, in alternativa, metti l'avviso {{tmp\|Bio}} che ne segnala la mancanza. Se i dati riportati sono sbagliati, correggi direttamente la voce biografica; le modifiche saranno visibili in questa lista entro pochi giorni. Per chiarimenti vedi il progetto antroponimi. La lista contiene solo le 1.166 persone che sono citate nell'enciclopedia e per le quali è stato implementato correttamente il template Bio. Pagina aggiornata al 6 ago 2025. |

Questa è una lista di persone presenti nell'enciclopedia che hanno il nome Bruno, suddivise per attività principale.

## Abati(1)
- Bruno Platter, abate e teologo italiano (Renon, n. 1944)

## Allenatori di calcio(39)
- Bruno Akrapović, allenatore di calcio e ex calciatore bosniaco (Zenica, n. 1967)
- Bruno Fernandes Andrade de Brito, allenatore di calcio e ex calciatore brasiliano (São Bernardo do Campo, n. 1989)
- Bruno Baltazar, allenatore di calcio e ex calciatore portoghese (Lisbona, n. 1977)
- Bruno Baronchelli, allenatore di calcio e ex calciatore francese (Tours, n. 1957)
- Bruno Berner, allenatore di calcio e ex calciatore svizzero (Zurigo, n. 1977)
- Bruno Bini, allenatore di calcio e ex calciatore francese (Orléans, n. 1954)
- Bruno Caneo, allenatore di calcio e ex calciatore italiano (Alghero, n. 1957)
- Bruno Cappellini, allenatore di calcio e calciatore italiano (Casalguidi, n. 1920 - Quarrata, † 2007)
- Bruno Chinellato, allenatore di calcio e calciatore italiano (Mestre, n. 1946 - Grosseto, † 2008)
- Bruno Conca, allenatore di calcio e ex calciatore italiano (Catanzaro, n. 1964)
- Bruno Fantini, allenatore di calcio e ex calciatore italiano (Gorizia, n. 1957)
- Bruno Fornasaro, allenatore di calcio e calciatore italiano (Pirano, n. 1935 - Varese, † 2010)
- Bruno Franzini, allenatore di calcio e calciatore italiano (Cremona, n. 1938 - Cremona, † 2017)
- Bruno Giorgi, allenatore di calcio e calciatore italiano (Pavia, n. 1940 - Reggio Emilia, † 2010)
- Bruno Grougi, allenatore di calcio e ex calciatore francese (Caen, n. 1983)
- Bruno Génésio, allenatore di calcio e ex calciatore francese (Lione, n. 1966)
- Bruno Irles, allenatore di calcio e ex calciatore francese (Rochefort, n. 1975)
- Bruno Jacoboni, allenatore di calcio e ex calciatore italiano (Avezzano, n. 1943)
- Bruno Katzianka, allenatore di calcio e calciatore italiano (Spalato, n. 1904)
- Bruno Knežević, allenatore di calcio e calciatore croato (Trilj, n. 1915 - Zagabria, † 1982)
- Bruno Labbadia, allenatore di calcio e ex calciatore tedesco (Darmstadt, n. 1966)
- Bruno Lage, allenatore di calcio e ex calciatore portoghese (Setúbal, n. 1976)
- Bruno Marioni, allenatore di calcio e ex calciatore argentino (San Nicolás de los Arroyos, n. 1975)
- Bruno Mazza, allenatore di calcio e calciatore italiano (Crema, n. 1924 - Milano, † 2012)
- Bruno Mazzia, allenatore di calcio e ex calciatore italiano (Vigliano Biellese, n. 1941)
- Bruno Metsu, allenatore di calcio e calciatore francese (Coudekerque-Village, n. 1954 - Coudekerque-Village, † 2013)
- Bruno Mochi, allenatore di calcio italiano (Piombino, n. 1923 - Piombino, † 2003)
- Bruno Miguel Moreira de Sousa, allenatore di calcio e ex calciatore portoghese (São João da Madeira, n. 1982)
- Bruno N'Gotty, allenatore di calcio e ex calciatore francese (Lione, n. 1971)
- Bruno Nobili, allenatore di calcio e ex calciatore italiano (Valencia, n. 1949)
- Bruno Pesaola, allenatore di calcio e calciatore argentino (Buenos Aires, n. 1925 - Napoli, † 2015)
- Bruno Piccioni, allenatore di calcio e ex calciatore italiano (Giulianova, n. 1945)
- Bruno Pinheiro, allenatore di calcio portoghese (Charneca de Caparica, n. 1976)
- Bruno Pinna, allenatore di calcio e ex calciatore italiano (Roma, n. 1942)
- Bruno Quadros, allenatore di calcio e ex calciatore brasiliano (Rio de Janeiro, n. 1977)
- Bruno Ribeiro, allenatore di calcio e ex calciatore portoghese (Setúbal, n. 1975)
- Bruno Saltor, allenatore di calcio e ex calciatore spagnolo (El Masnou, n. 1980)
- Bruno Ramón Silva Barone, allenatore di calcio e ex calciatore uruguaiano (Melo, n. 1980)
- Bruno Tedino, allenatore di calcio italiano (Treviso, n. 1964)

## Allenatori di ginnastica(1)
- Bruno Grandi, allenatore di ginnastica e dirigente sportivo italiano (Forlì, n. 1934 - Forlì, † 2019)

## Allenatori di hockey su ghiaccio(1)
- Bruno Campese, allenatore di hockey su ghiaccio, dirigente sportivo e ex hockeista su ghiaccio canadese (Nelson, n. 1963)

## Allenatori di pallacanestro(1)
- Bruno Boero, allenatore di pallacanestro italiano (Torino, n. 1940)

## Allenatori di pallanuoto(1)
- Bruno Cufino, allenatore di pallanuoto italiano (Napoli, n. 1952)

## Alpinisti(2)
- Bruno Bonfioli, alpinista, patriota e ingegnere italiano (Trento, n. 1889 - Milano, † 1985)
- Bruno Detassis, alpinista italiano (Trento, n. 1910 - Madonna di Campiglio, † 2008)

## Altisti(1)
- Bruno Bruni, ex altista italiano (San Vito al Tagliamento, n. 1955)

## Ammiragli(2)
- Bruno Branciforte, ammiraglio italiano (Napoli, n. 1947)
- Bruno Brivonesi, ammiraglio italiano (Ancona, n. 1886 - Roma, † 1973)

## Anarchici(1)
- Bruno Misefari, anarchico, filosofo e poeta italiano (Palizzi, n. 1892 - Roma, † 1936)

## Animatori(1)
- Bruno Bozzetto, animatore, disegnatore e regista italiano (Milano, n. 1938)

## Antifascisti(2)
- Bruno Longhi, antifascista italiano (Parma, n. 1909 - Parma, † 1945)
- Bruno Marton, antifascista e politico italiano (Mogliano Veneto, n. 1913 - † 1988)

## Antropologi(2)
- Bruno Manser, antropologo e attivista svizzero (Basilea, n. 1954 - † 2005)
- Bruno Nettl, antropologo e etnomusicologo ceco (Praga, n. 1930 - Champaign, † 2020)

## Arbitri di calcio(5)
- Bruno De Marchi, arbitro di calcio italiano (Pordenone, n. 1925 - Pordenone, † 2007)
- Bruno Di Cola, ex arbitro di calcio italiano (Avezzano, n. 1950)
- Bruno Paixão, arbitro di calcio portoghese (Setúbal, n. 1974)
- Bruno Galler, ex arbitro di calcio svizzero (Baden, n. 1946)
- Bruno Tassini, arbitro di calcio italiano (Verona, n. 1909 - Negrar, † 1989)

## Arbitri di pallacanestro(1)
- Bruno Duranti, arbitro di pallacanestro italiano (Pisa, n. 1941 - Pisa, † 2012)

## Archeologi(1)
- Bruno d'Agostino, archeologo e etruscologo italiano (Napoli, n. 1936)

## Architetti(12)
- Bruno Maria Apollonj Ghetti, architetto e archeologo italiano (Roma, n. 1905 - Roma, † 1989)
- Bruno Beer, architetto italiano (Trieste, n. 1913 - Roma, † 1994)
- Bruno Begnotti, architetto, urbanista e vignettista italiano (Brescia, n. 1925 - Roma, † 2020)
- Bruno Giacometti, architetto svizzero (Borgonovo di Stampa, n. 1907 - Zollikon, † 2012)
- Bruno Filippo Lapadula, architetto, urbanista e ambientalista italiano (Roma, n. 1949)
- Bruno Morassutti, architetto italiano (Padova, n. 1920 - Belluno, † 2008)
- Bruno Paul, architetto e disegnatore tedesco (Seifhennersdorf, n. 1874 - Berlino, † 1968)
- Bruno Reichlin, architetto svizzero (Lucerna, n. 1941)
- Bruno Sacchi, architetto italiano (Mantova, n. 1931 - Firenze, † 2011)
- Bruno Schmitz, architetto tedesco (Düsseldorf, n. 1858 - Berlino, † 1916)
- Bruno Taut, architetto e urbanista tedesco (Königsberg, n. 1880 - Istanbul, † 1938)
- Bruno Zevi, architetto, urbanista e politico italiano (Roma, n. 1918 - Roma, † 2000)

## Archivisti(1)
- Bruno Katterbach, archivista, paleografo e docente tedesco (n. 1883 - Roma, † 1931)

## Arcivescovi cattolici(7)
- Bruno Bertagna, arcivescovo cattolico italiano (Tiedoli, n. 1935 - Parma, † 2013)
- Bruno Foresti, arcivescovo cattolico italiano (Tavernola Bergamasca, n. 1923 - Gavardo, † 2022)
- Bruno Forte, arcivescovo cattolico e teologo italiano (Napoli, n. 1949)
- Bruno Frattegiani, arcivescovo cattolico italiano (Corciano, n. 1914 - San Severino Marche, † 1996)
- Bruno Bernard Heim, arcivescovo cattolico svizzero (Olten, n. 1911 - Olten, † 2003)
- Bruno Schettino, arcivescovo cattolico italiano (Marigliano, n. 1941 - Capua, † 2012)
- Bruno Tommasi, arcivescovo cattolico italiano (Montignoso, n. 1930 - Viareggio, † 2015)

## Arrampicatori(1)
- Bruno Pederiva, arrampicatore, alpinista e scialpinista italiano (Bolzano, n. 1959)

## Artisti(5)
- Bruno Ceccobelli, artista, pittore e scultore italiano (Montecastello di Vibio, n. 1952)
- Bruno Chersicla, artista, pittore e scultore italiano (Trieste, n. 1937 - Trieste, † 2013)
- Bruno Gorgone, artista italiano (Cuneo, n. 1958)
- Bruno Munari, artista, designer e scrittore italiano (Milano, n. 1907 - Milano, † 1998)
- Bruno Tano, artista e pittore italiano (Padova, n. 1913 - Macerata, † 1942)

## Assiriologi(1)
- Bruno Meissner, assiriologo e archeologo tedesco (Grudziądz, n. 1868 - Zeuthen, † 1947)

## Atleti(1)
- Bruno Sobrero, atleta italiano (Torino, n. 1920 - Fossano, † 2014)

## Attivisti(1)
- Bruno Paparella, attivista italiano (Ferrara, n. 1922 - Roma, † 1977)

## Attori(44)
- Bruno F. Apitz, attore e pittore tedesco (n. 1957)
- Bruno Armando, attore e traduttore italiano (Milano, n. 1952 - Milano, † 2020)
- Bruno Bichir, attore messicano (Città del Messico, n. 1967)
- Bruno Bilotta, attore italiano (Roma, n. 1959)
- Bruno Boschetti, attore italiano (n. 1947)
- Bruno S., attore, pittore e musicista tedesco (Berlino, n. 1932 - Berlino, † 2010)
- Bruno Miguel, attore, cantante e pubblicitario brasiliano (Rio de Janeiro, n. 1982)
- Bruno Campos, attore, doppiatore e avvocato brasiliano (Rio de Janeiro, n. 1973)
- Bruno Candé, attore portoghese (n. 1980 - Moscavide, † 2020)
- Bruno Cantalamessa, attore e cantante italiano (Napoli, n. 1888 - Roma, † 1964)
- Bruno Carotenuto, attore italiano (Roma, n. 1941)
- Bruno Cattaneo, attore, doppiatore e direttore del doppiaggio italiano (Gallipoli, n. 1938 - Sheffield, † 2019)
- Bruno Cirino, attore e regista teatrale italiano (Napoli, n. 1936 - Vercelli, † 1981)
- Bruno Conti, attore, doppiatore e regista teatrale italiano (Roma, n. 1961)
- Bruno Corazzari, attore italiano (Castellarano, n. 1940 - Nepi, † 2021)
- Bruno Corelli, attore italiano (Bologna, n. 1918 - Tunisi, † 1983)
- Bruno Cremer, attore francese (Saint-Mandé, n. 1929 - Parigi, † 2010)
- Bruno Crucitti, attore italiano (Messina, n. 1958)
- Bruno Di Luia, attore, stuntman e ex rugbista a 15 italiano (Roma, n. 1943)
- Bruno Dietrich, attore tedesco (Düsseldorf, n. 1939)
- Bruno Eyron, attore, conduttore televisivo e produttore cinematografico tedesco (Lühnde, n. 1964)
- Bruno Arturovič Frejndlich, attore sovietico (San Pietroburgo, n. 1909 - San Pietroburgo, † 2002)
- Bruno Gagliasso, attore e attivista brasiliano (Rio de Janeiro, n. 1982)
- Bruno Ganz, attore svizzero (Zurigo, n. 1941 - Wädenswil, † 2019)
- Bruno Gouery, attore e scrittore francese (n. 1975)
- Bruno Kirby, attore statunitense (New York, n. 1949 - Los Angeles, † 2006)
- Bruno Madinier, attore francese (Parigi, n. 1960)
- Bruno Magne, attore, doppiatore e direttore del doppiaggio francese (Bayonne, n. 1963)
- Bruno Minniti, attore italiano (Roma, n. 1954)
- Bruno W. Pantel, attore, doppiatore e cabarettista tedesco (Berlino, n. 1921 - Monaco di Baviera, † 1995)
- Bruno Persa, attore e doppiatore italiano (Gorizia, n. 1905 - Roma, † 1983)
- Bruno Podalydès, attore, regista e sceneggiatore francese (Versailles, n. 1961)
- Bruno Pradal, attore francese (Rabat, n. 1949 - Saran, † 1992)
- Bruno Putzulu, attore francese (Toutainville, n. 1967)
- Bruno Salomone, attore, comico e doppiatore francese (Villeneuve-Saint-Georges, n. 1970)
- Bruno Sanches, attore francese (n. 1977)
- Bruno Santini, attore e regista italiano (Firenze, n. 1958)
- Bruno Scipioni, attore italiano (Roma, n. 1934 - Roma, † 2019)
- Bruno Smith, attore italiano († 1969)
- Bruno Todeschini, attore svizzero (Couvet, n. 1962)
- Bruno Torrisi, attore italiano (Giarre, n. 1961)
- Bruno Zanin, attore, giornalista e scrittore italiano (Vigonovo, n. 1951 - Domodossola, † 2024)
- Bruno Zelik, attore e militare italiano (Trieste, n. 1903 - Haifa, † 1942)
- Bruno Ziener, attore e regista tedesco (Oberplanitz, n. 1870 - Berlino, † 1941)

## Attori teatrali(1)
- Bruno Lanfranchi, attore teatrale, regista e comico italiano (Parma, n. 1917 - Parma, † 1995)

## Autori di giochi(1)
- Bruno Cathala, autore di giochi francese (n. 1963)

## Autori televisivi(2)
- Bruno Broccoli, autore televisivo italiano (Napoli, n. 1922 - Roma, † 2016)
- Bruno Voglino, autore televisivo e dirigente pubblico italiano (Torino, n. 1932)

## Aviatori(5)
- Bruno Mussolini, aviatore italiano (Milano, n. 1918 - Pisa, † 1941)
- Bruno Sartori, aviatore italiano (Vicenza, n. 1911 - San Vendemiano, † 1995)
- Bruno Servadei, aviatore, generale e ex bobbista italiano (Forlì, n. 1941)
- Bruno Spitzl, aviatore e militare italiano (Fiume, n. 1918 - Milano, † 1942)
- Bruno di Montegnacco, aviatore italiano (Tricesimo, n. 1910 - Ronchi dei Legionari, † 1938)

## Avvocati(10)
- Bruno Bernabei, avvocato e politico italiano (Rapolano Terme, n. 1888 - Velletri, † 1947)
- Bruno Biagi, avvocato e politico italiano (Lizzano in Belvedere, n. 1889 - Roma, † 1947)
- Bruno Cassinelli, avvocato e politico italiano (Firenze, n. 1893 - Roma, † 1970)
- Bruno Dominijanni, avvocato e politico italiano (Sant'Andrea Apostolo dello Ionio, n. 1922 - Catanzaro, † 2004)
- Bruno Gattai, avvocato, ex sciatore alpino e telecronista sportivo italiano (Milano, n. 1959)
- Bruno Segre, avvocato, giornalista e partigiano italiano (Torino, n. 1918 - Torino, † 2024)
- Bruno Tobback, avvocato e politico belga (Lovanio, n. 1969)
- Bruno Vella, avvocato e politico italiano (Fermo, n. 1933 - Rieti, † 2021)
- Bruno Villabruna, avvocato e politico italiano (Santa Giustina, n. 1884 - Torre Pellice, † 1971)
- Bruno von Schuckmann, avvocato e politico tedesco (Kołki, n. 1857 - Stettino, † 1919)

## Baritoni(1)
- Bruno de Simone, baritono italiano (Napoli, n. 1957)

## Bassi-baritoni(1)
- Bruno Praticò, basso-baritono italiano (Aosta, n. 1958)

## Bassisti(1)
- Bruno Ravel, bassista statunitense (New York, n. 1964)

## Batteristi(2)
- Bruno Bergonzi, batterista, percussionista e arrangiatore italiano (Milano, n. 1958)
- Bruno Biriaco, batterista e direttore d'orchestra italiano (Roma, n. 1949)

## Bibliotecari(2)
- Bruno Balbis, bibliotecario italiano (Roma, n. 1911 - Roma, † 1979)
- Bruno Berni, bibliotecario, traduttore e saggista italiano (Roma, n. 1959)

## Biblisti(1)
- Bruno Maggioni, biblista italiano (Rovellasca, n. 1932 - Como, † 2020)

## Biologi(2)
- Bruno Battaglia, biologo italiano (Catania, n. 1923 - Padova, † 2011)
- Bruno Massa, biologo, entomologo e ornitologo italiano (Milano, n. 1948)

## Bobbisti(5)
- Bruno Aeberhard, bobbista svizzero (n. 1976)
- Bruno Gerber, bobbista svizzero (Rothenfluh, n. 1964)
- Bruno Leonardi, ex bobbista italiano (Trento, n. 1964)
- Bruno Menardi, bobbista e alpinista italiano (Cortina d'Ampezzo, n. 1939 - Cortina d'Ampezzo, † 1997)
- Bruno Mingeon, bobbista francese (Bourg-Saint-Maurice, n. 1967)

## Canoisti(1)
- Bruno Dreossi, ex canoista italiano (Monfalcone, n. 1964)

## Canottieri(8)
- Bruno Boni, canottiere italiano (Cremona, n. 1915 - Cremona, † 2003)
- Bruno Cipolla, canottiere italiano (Cuneo, n. 1952)
- Bruno Mascarenhas, ex canottiere portoghese (Lisbona, n. 1981)
- Bruno Müller, canottiere tedesco (n. 1902 - † 1975)
- Bruno Parovel, canottiere italiano (Capodistria, n. 1913 - Trieste, † 1994)
- Bruno Rosetti, canottiere italiano (Ravenna, n. 1988)
- Bruno Sorich, canottiere italiano (Metković, n. 1904 - Chistagne, † 1942)
- Bruno Vattovaz, canottiere italiano (Capodistria, n. 1912 - † 1943)

## Cantanti(8)
- Bruno Baresi, cantante italiano (Rovato, n. 1948)
- Bruno Filippini, cantante italiano (Roma, n. 1945 - Roma, † 2023)
- Bruno Martino, cantante, compositore e pianista italiano (Roma, n. 1925 - Roma, † 2000)
- Bruno Pallesi, cantante, paroliere e produttore discografico italiano (Milano, n. 1921 - Milano, † 1987)
- Bruno Pelletier, cantante canadese (Charlesbourg, n. 1962)
- Bruno Quirinetta, cantante, batterista e compositore italiano (Venezia, n. 1911 - Roma, † 1961)
- Bruno Rosettani, cantante e produttore discografico italiano (Porto Sant'Elpidio, n. 1923 - Civitanova Marche, † 1991)
- Bruno Venturini, cantante italiano (Pagani, n. 1945)

## Cantautori(2)
- Bénabar, cantautore e attore francese (Thiais, n. 1969)
- Bruno Lauzi, cantautore, compositore e cabarettista italiano (Asmara, n. 1937 - Peschiera Borromeo, † 2006)

## Cardinali(1)
- Bruno di Segni, cardinale, vescovo cattolico e teologo italiano (Asti - Segni, † 1123)

## Ceramisti(2)
- Bruno Bagnoli, ceramista e scultore italiano (Montelupo Fiorentino, n. 1914 - Montelupo Fiorentino, † 1975)
- Bruno Baratti, ceramista, pittore e scultore italiano (Cattolica, n. 1911 - Pesaro, † 2008)

## Cestisti(19)
- Bruno Arrigoni, ex cestista, allenatore di pallacanestro e dirigente sportivo italiano (Milano, n. 1945)
- Bruno Bastianoni, ex cestista italiano (Roma, n. 1950)
- Bruno Caboclo, cestista brasiliano (Osasco, n. 1995)
- Bruno Caracoi, cestista italiano (Trieste, n. 1915 - Torviscosa, † 1983)
- Bruno Cerella, ex cestista argentino (Bahía Blanca, n. 1986)
- Bruno Coqueran, ex cestista francese (Créteil, n. 1970)
- Bruno Fernando, cestista angolano (Luanda, n. 1998)
- Bruno Fitipaldo, cestista uruguaiano (Montevideo, n. 1991)
- Bruno Hamm, ex cestista francese (Strasburgo, n. 1970)
- Bruno Lábaque, ex cestista argentino (Córdoba, n. 1977)
- Bruno Mascolo, cestista italiano (Castellammare di Stabia, n. 1996)
- Bruno Ondo Mengue, cestista italiano (Madrid, n. 1992)
- Bruno Pirazzoli, cestista italiano (Bologna, n. 1913 - † 1999)
- Bruno Renner, cestista italiano (Trieste, n. 1913)
- Bruno Savignani, ex cestista e allenatore di pallacanestro brasiliano (Goiânia, n. 1982)
- Bruno Šundov, ex cestista croato (Spalato, n. 1980)
- Bruno Varani, cestista argentino (Santa Fe, n. 1925 - Pinamar, † 2005)
- Bruno Vrčić, cestista tedesco (Monaco di Baviera, n. 2000)
- Bruno Zanotti, ex cestista paraguaiano (Durban, n. 1982)

## Chimici(3)
- Bruno Hasbrouck Zimm, chimico statunitense (Woodstock, n. 1920 - La Jolla, † 2005)
- Bruno Tesch, chimico e imprenditore tedesco (Berlino, n. 1890 - Hameln, † 1946)
- Bruno Venturini, chimico e partigiano italiano (Fano, n. 1909 - Brescia, † 1944)

## Chitarristi(1)
- Bruno Mariani, chitarrista, compositore e arrangiatore italiano (Fabriano, n. 1953)

## Ciclisti su strada(21)
- Bruno Armirail, ciclista su strada francese (Tarbes, n. 1994)
- Bruno Boscardin, ex ciclista su strada italiano (Le Grand-Saconnex, n. 1970)
- Bruno Bulić, ex ciclista su strada jugoslavo (Pola, n. 1958)
- Bruno Catellani, ciclista su strada italiano (Rolo, n. 1910 - Modena, † 1993)
- Bruno Cornillet, ex ciclista su strada e pistard francese (Lamballe, n. 1963)
- Bruno Landi, ciclista su strada italiano (Ameglia, n. 1928 - La Spezia, † 2005)
- Bruno Leali, ex ciclista su strada e dirigente sportivo italiano (Roè Volciano, n. 1958)
- Bruno Mealli, ciclista su strada italiano (Loro Ciuffenna, n. 1937 - Loro Ciuffenna, † 2023)
- Bruno Monti, ciclista su strada italiano (Albano Laziale, n. 1930 - Albano Laziale, † 2011)
- Bruno Neves, ciclista su strada portoghese (Oliveira de Azeméis, n. 1981 - Amarante, † 2008)
- Bruno Pasquini, ciclista su strada italiano (Massa e Cozzile, n. 1914 - Montecatini Terme, † 1995)
- Bruno Peretti, ciclista su strada italiano (Magnano, n. 1940 - Magnano, † 2008)
- Bruno Pires, ex ciclista su strada portoghese (Redondo, n. 1981)
- Bruno Pontisso, ciclista su strada e pistard italiano (Basiliano, n. 1925 - Teramo, † 1999)
- Bruno Thibout, ex ciclista su strada francese (Neufchâtel-en-Bray, n. 1969)
- Bruno Tognaccini, ciclista su strada italiano (Pian di Scò, n. 1932 - Pian di Scò, † 2013)
- Bruno Vittiglio, ex ciclista su strada italiano (Ventimiglia, n. 1941)
- Bruno Wojtinek, ex ciclista su strada e pistard francese (Valenciennes, n. 1963)
- Bruno Wolfer, ex ciclista su strada svizzero (Elgg, n. 1954)
- Bruno Wolke, ciclista su strada tedesco (Rixdorf, n. 1904 - Rottenburg am Neckar, † 1973)
- Bruno Zanoni, ciclista su strada e pistard italiano (Nembro, n. 1952 - Pietra Ligure, † 2023)

## Clarinettisti(2)
- Bruno Brun, clarinettista jugoslavo (Hrastnik, n. 1910 - Belgrado, † 1978)
- Bruno Longhi, clarinettista e sassofonista italiano (Milano, n. 1936 - Broni, † 2020)

## Comici(1)
- Bruno Arena, comico, cabarettista e attore italiano (Milano, n. 1957 - Barasso, † 2022)

## Compositori(15)
- Bruno Battisti D'Amario, compositore e chitarrista italiano (Roma, n. 1937)
- Bruno Bettinelli, compositore italiano (Milano, n. 1913 - Milano, † 2004)
- Red Canzian, compositore, cantautore e polistrumentista italiano (Quinto di Treviso, n. 1951)
- Bruno Coli, compositore italiano (Genova, n. 1957)
- Bruno Coulais, compositore francese (Parigi, n. 1954)
- Bruno Illiano, compositore, pianista e cantante italiano (Bacoli, n. 1960)
- Laurex, compositore e cantante italiano (Napoli, n. 1953)
- Bruno Klein, compositore e organista statunitense (Osnabrück, n. 1858 - New York, † 1911)
- Mario Lavezzi, compositore, cantautore e produttore discografico italiano (Milano, n. 1948)
- Bruno Maderna, compositore e direttore d'orchestra italiano (Venezia, n. 1920 - Darmstadt, † 1973)
- Bruno Mantovani, compositore francese (Châtillon, n. 1974)
- Bruno Moretti, compositore, pianista e direttore d'orchestra italiano (Roma, n. 1957)
- Bruno Nicolai, compositore, direttore d'orchestra e editore musicale italiano (Roma, n. 1926 - Roma, † 1991)
- Bruno Pasut, compositore, direttore di coro e direttore d'orchestra italiano (Spresiano, n. 1914 - Treviso, † 2006)
- Bruno Zanolini, compositore italiano (Milano, n. 1945)

## Conduttori televisivi(3)
- Bruno D'Andrea, conduttore televisivo, cantante e attore italiano (Tortona, n. 1950)
- Bruno Heder, conduttore televisivo e attore brasiliano (San Paolo, n. 1986)
- Bruno Solo, conduttore televisivo, attore e scrittore francese (Parigi, n. 1964)

## Contrabbassisti(1)
- Bruno Tommaso, contrabbassista, compositore e arrangiatore italiano (Roma, n. 1946)

## Criminali(2)
- Bruno Hauptmann, criminale tedesco (Kamenz, n. 1899 - Trenton, † 1936)
- Bruno Tosoni, criminale italiano (Roma, n. 1937)

## Critici cinematografici(1)
- Bruno Torri, critico cinematografico e storico italiano (Genova, n. 1932)

## Critici d'arte(1)
- Bruno Alfieri, critico d'arte e editore italiano (Napoli, n. 1927 - Milano, † 2008)

## Critici letterari(2)
- Bruno Maier, critico letterario italiano (Capodistria, n. 1922 - Trieste, † 2001)
- Bruno Traversetti, critico letterario, saggista e regista italiano (Roma, n. 1937 - † 2005)

## Critici musicali(1)
- Bruno Cagli, critico musicale, musicologo e saggista italiano (Narni, n. 1937 - Roma, † 2018)

## Cuochi(2)
- Bruno Barbieri, cuoco, personaggio televisivo e imprenditore italiano (Medicina, n. 1962)
- Bruno Barosi, cuoco italiano (Rimini, n. 1893 - Rimini, † 1969)

## Curatori editoriali(1)
- Bruno Tasso, curatore editoriale, giornalista e traduttore italiano (Milano, n. 1914 - Milano, † 1962)

## Danzatori(2)
- Bruno Dossena, ballerino e coreografo italiano (Milano, n. 1926 - Cavenago di Brianza, † 1958)
- Bruno Tonioli, ballerino, coreografo e personaggio televisivo italiano (Ferrara, n. 1955)

## Designer(5)
- Bruno Gecchelin, designer e architetto italiano (Milano, n. 1939)
- Bruno Mathsson, designer e architetto svedese (Värnamo, n. 1907 - Värnamo, † 1988)
- Bruno Monguzzi, designer e grafico svizzero (Mendrisio, n. 1941)
- Bruno Rainaldi, designer italiano (n. 1952 - † 2011)
- Bruno Sacco, designer italiano (Udine, n. 1933 - Sindelfingen, † 2024)

## Diplomatici(3)
- Bruno Archi, diplomatico e politico italiano (Ixelles, n. 1962)
- Bruno Bottai, diplomatico italiano (Roma, n. 1930 - Roma, † 2014)
- Bruno Geddo, diplomatico italiano (Novara, n. 1959)

## Direttori d'orchestra(8)
- Bruno Amaducci, direttore d'orchestra e musicista svizzero (Lugano, n. 1925 - Lugano, † 2019)
- Bruno Aprea, direttore d'orchestra, pianista e direttore artistico italiano (n. 1941)
- Bruno Bartoletti, direttore d'orchestra italiano (Sesto Fiorentino, n. 1926 - Firenze, † 2013)
- Bruno Martinotti, direttore d'orchestra e compositore italiano (Torino, n. 1936 - Torino, † 1986)
- Bruno Campanella, direttore d'orchestra italiano (Bari, n. 1943)
- Bruno Canfora, direttore d'orchestra, compositore e arrangiatore italiano (Milano, n. 1924 - Piegaro, † 2017)
- Bruno Santori, direttore d'orchestra, compositore e arrangiatore italiano (Trezzo sull'Adda, n. 1957)
- Bruno Walter, direttore d'orchestra, pianista e compositore tedesco (Berlino, n. 1876 - Beverly Hills, † 1962)

## Direttori della fotografia(5)
- Bruno Cascio, direttore della fotografia italiano (Roma, n. 1950)
- Bruno Delbonnel, direttore della fotografia francese (Nancy, n. 1957)
- Bruno Mondi, direttore della fotografia tedesco (Schwetz, n. 1903 - Berlino, † 1991)
- Bruno Nuytten, direttore della fotografia, regista e sceneggiatore francese (Melun, n. 1945)
- Bruno de Keyzer, direttore della fotografia francese (Maintenon, n. 1949 - Villerville, † 2019)

## Direttori di coro(1)
- Bruno Casoni, direttore di coro italiano (Milano, n. 1941)

## Dirigenti d'azienda(2)
- Bruno Antonio Quintavalle, dirigente d'azienda italiano (Sassari, n. 1891 - Milano, † 1974)
- Bruno Tassan Din, dirigente d'azienda e editore italiano (Milano, n. 1935 - Parigi, † 2000)

## Dirigenti sportivi(9)
- Bruno Alves, dirigente sportivo e ex calciatore portoghese (Póvoa de Varzim, n. 1981)
- Bruno Baveni, dirigente sportivo, allenatore di calcio e ex calciatore italiano (Sestri Levante, n. 1939)
- Bruno Cenghialta, dirigente sportivo e ex ciclista su strada italiano (Montecchio Maggiore, n. 1962)
- Bruno Famin, dirigente sportivo e ingegnere francese (Belfort, n. 1961)
- Bruno Oberhammer, dirigente sportivo, allenatore di sci alpino e ex sciatore alpino italiano (San Lorenzo di Sebato, n. 1955)
- Bruno Pollazzi, dirigente sportivo italiano (Padova, n. 1888 - Padova, † 1972)
- Bruno Russo, dirigente sportivo, allenatore di calcio e ex calciatore italiano (Crosia, n. 1966)
- Bruno Vicino, dirigente sportivo, ex pistard e ciclista su strada italiano (Villorba, n. 1952)
- Bruno Zauli, dirigente sportivo italiano (Ancona, n. 1902 - Grosseto, † 1963)

## Disegnatori(2)
- Bruno Bianchi, disegnatore e animatore francese (Chartres, n. 1955 - † 2011)
- Bruno Ramella, disegnatore italiano (Imperia, n. 1959)

## Doppiatori(1)
- Bruno Alessandro, doppiatore, direttore del doppiaggio e attore italiano (Sant'Agostino, n. 1935)

## Economisti(3)
- Bruno Amoroso, economista e saggista italiano (Roma, n. 1936 - Copenaghen, † 2017)
- Bruno Foà, economista italiano (Napoli, n. 1905 - Filadelfia, † 1999)
- Bruno Jossa, economista italiano (Portici, n. 1935)

## Editori(2)
- Bruno Nardini, editore, poeta e scrittore italiano (Scarperia, n. 1921 - Firenze, † 1990)
- Bruno Torquati, editore e funzionario italiano (Castel Goffredo, n. 1892 - Roma)

## Educatori(1)
- Bruno Credaro, educatore, alpinista e politico italiano (Sondrio, n. 1893 - Sondrio, † 1969)

## Enigmisti(1)
- Bruno Makain, enigmista italiano (Ferrara, n. 1915 - Ferrara, † 2008)

## Etnomusicologi(1)
- Bruno Pianta, etnomusicologo e musicista italiano (Treviso, n. 1943 - Siena, † 2016)

## Filologi(4)
- Bruno Gentili, filologo classico, grecista e bizantinista italiano (Valmontone, n. 1915 - Roma, † 2014)
- Bruno Keil, filologo classico tedesco (Havelberg, n. 1859 - Lipsia, † 1916)
- Gaston Paris, filologo e medievista francese (Avenay, n. 1839 - Cannes, † 1903)
- Bruno Rosada, filologo e critico letterario italiano (Venezia, n. 1936 - Venezia, † 2011)

## Filosofi(6)
- Bruno Bauch, filosofo tedesco (Landkreis Münsterberg, n. 1877 - Jena, † 1942)
- Bruno Bauer, filosofo e teologo tedesco (Eisenberg, n. 1809 - Berlino, † 1882)
- Bruno Bettelheim, filosofo austriaco (Vienna, n. 1903 - Silver Spring, † 1990)
- Bruno Leoni, filosofo, giurista e politologo italiano (Ancona, n. 1913 - Alpignano, † 1967)
- Bruno Nardi, filosofo italiano (Spianate di Altopascio, n. 1884 - Roma, † 1968)
- Bruno Widmar, filosofo italiano (Trieste, n. 1913 - Roma, † 1980)

## Fisici(8)
- Bruno Bertotti, fisico italiano (Mantova, n. 1930 - Pavia, † 2018)
- Bruno Cester, fisico e astronomo italiano (Trieste, n. 1920 - Trieste, † 2017)
- Bruno Coppi, fisico italiano (Gonzaga, n. 1935)
- Bruno Ferretti, fisico italiano (Bologna, n. 1913 - Bologna, † 2010)
- Bruno Pontecorvo, fisico italiano (Marina di Pisa, n. 1913 - Dubna, † 1993)
- Bruno Rossi, fisico italiano (Venezia, n. 1905 - Cambridge, † 1993)
- Bruno Touschek, fisico austriaco (Vienna, n. 1921 - Innsbruck, † 1978)
- Bruno Zumino, fisico italiano (Roma, n. 1923 - Berkeley, † 2014)

## Flautisti(1)
- Bruno Grossi, flautista svizzero (Bellinzona, n. 1965)

## Fondisti(1)
- Bruno Carrara, ex fondista italiano (San Giovanni Bianco, n. 1977)

## Fondisti di corsa in montagna‎(1)
- Bruno Brunod, fondista di corsa in montagna italiano (Aosta, n. 1962)

## Fotografi(2)
- Bruno Stefani, fotografo italiano (Forlì, n. 1901 - Milano, † 1978)
- Bruno Vidoni, fotografo, artista e pittore italiano (Cento, n. 1930 - † 2001)

## Francesisti(1)
- Bruno Revel, francesista, germanista e traduttore italiano (Bergamo, n. 1895 - Milano, † 1959)

## Fumettisti(8)
- Bruno Brindisi, fumettista italiano (Salerno, n. 1964)
- Eugenio Sicomoro, fumettista e illustratore italiano (Roma, n. 1952)
- Bruno Cannucciari, fumettista italiano (Roma, n. 1964)
- Bruno Concina, fumettista e scrittore italiano (Venezia, n. 1942 - † 2010)
- Bruno D'Alfonso, fumettista italiano (Roma, n. 1953 - Roma, † 2012)
- Bruno Enna, fumettista italiano (Sassari, n. 1969)
- Bruno Marraffa, fumettista italiano (Roma, n. 1935 - Lido di Venezia, † 2015)
- Bruno Sarda, fumettista italiano (Torino, n. 1954)

## Funzionari(4)
- Bruno Coceani, prefetto e storico italiano (Monfalcone, n. 1893 - Trieste, † 1978)
- Bruno Ferrante, prefetto, dirigente d'azienda e funzionario italiano (Lecce, n. 1947)
- Bruno Fornaciari, funzionario e politico italiano (Sondrio, n. 1881 - Roma, † 1959)
- Bruno Mégret, funzionario e politico francese (Parigi, n. 1949)

## Generali(10)
- Bruno Alessandrini, generale e aviatore italiano (Parma, n. 1914 - Desenzano del Garda, † 1985)
- Bruno Frankewitz, generale tedesco (Tiefensee, n. 1897 - Straelen, † 1982)
- Bruno Loerzer, generale e aviatore tedesco (Berlino, n. 1891 - Amburgo, † 1960)
- Bruno Loi, generale italiano (Avellino, n. 1941)
- Bruno Malaguti, generale italiano (Finale Emilia, n. 1887 - Roma, † 1945)
- Bruno von Montluisant, generale austriaco (Groß-Enzersdorf, n. 1815 - Graz, † 1898)
- Bruno von Mudra, generale tedesco (Bad Muskau, n. 1851 - Zippendorf, † 1931)
- Bruno Seraglia, generale e aviatore italiano (Padova, n. 1921 - Padova, † 2014)
- Bruno Streckenbach, generale tedesco (Amburgo, n. 1902 - Amburgo, † 1977)
- Bruno Tattanelli, generale e aviatore italiano (Tuoro sul Trasimeno, n. 1911 - Arezzo, † 2012)

## Geografi(1)
- Bruno Castiglioni, geografo italiano (Milano, n. 1898 - Pavia, † 1945)

## Geologi(2)
- Bruno D'Argenio, geologo italiano (Benevento, n. 1935)
- Bruno Zanettin, geologo e esploratore italiano (Malo, n. 1923 - Padova, † 2013)

## Gesuiti(1)
- Bruno Bruni, gesuita e missionario italiano (Civitella del Tronto, n. 1590 - Tembién, † 1640)

## Ginnasti(1)
- Bruno Franceschetti, ginnasta e allenatore di ginnastica artistica italiano (Minerbe, n. 1941 - Varese, † 2025)

## Giocatori di beach volley(1)
- Bruno Oscar Schmidt, giocatore di beach volley brasiliano (Brasilia, n. 1986)

## Giocatori di calcio a 5(7)
- Chaguinha, giocatore di calcio a 5 brasiliano (Fortaleza, n. 1988)
- Bruno Coelho, giocatore di calcio a 5 portoghese (Sintra, n. 1987)
- Bruno Dias, giocatore di calcio a 5 brasiliano (Ivaiporã, n. 1987)
- Jardel, ex giocatore di calcio a 5 portoghese (Lisbona, n. 1979)
- Bruno Rossa, giocatore di calcio a 5 brasiliano (Curitiba, n. 1984)
- Bruno Taffy, giocatore di calcio a 5 brasiliano (Fortaleza, n. 1990)
- Bruno Alexandre da Silva, giocatore di calcio a 5 e allenatore di calcio a 5 brasiliano (San Paolo, n. 1988)

## Giocatori di football americano(6)
- Bruno Banducci, giocatore di football americano italiano (Capannori, n. 1921 - Sonoma, † 1985)
- Bruno Krebs, giocatore di football americano svizzero (n. 1988)
- Bruno Márquez, ex giocatore di football americano messicano (Città del Messico, n. 1989)
- Bruno Rosa, ex giocatore di football americano brasiliano
- Bruno Santucci, giocatore di football americano brasiliano
- Bruno da Silva, ex giocatore di football americano brasiliano (São Bernardo do Campo)

## Gioiellieri(1)
- Bruno Ninaber van Eyben, gioielliere, designer e medaglista olandese (Boxtel, n. 1950)

## Giornalisti(20)
- Bruno Ambrosi, giornalista e politico italiano (Pontremoli, n. 1930 - Milano, † 2014)
- Bruno Beneck, giornalista, regista e dirigente sportivo italiano (Castelnuovo Calcea, n. 1915 - Roma, † 2003)
- Bruno Castellino, giornalista italiano (Cremona, n. 1924 - Milano, † 2001)
- Bruno Corbi, pubblicista, politico e partigiano italiano (Avezzano, n. 1914 - Roma, † 1983)
- Bruno Fallaci, giornalista italiano (Firenze, n. 1893 - Firenze, † 1972)
- Bruno Gentili, giornalista e telecronista sportivo italiano (Valmontone, n. 1954)
- Bruno Longhi, giornalista, musicista e telecronista sportivo italiano (Casorate Primo, n. 1947)
- Bruno Luverà, giornalista italiano (Roma, n. 1960)
- Bruno Manfellotto, giornalista italiano (Napoli, n. 1949)
- Bruno Modugno, giornalista, scrittore e regista italiano (Roma, n. 1933 - Bracciano, † 2020)
- Bruno Perini, giornalista italiano (Milano, n. 1928)
- Bruno Pizzul, giornalista e telecronista sportivo italiano (Udine, n. 1938 - Gorizia, † 2025)
- Bruno Raschi, giornalista italiano (Borgo Val di Taro, n. 1923 - Milano, † 1983)
- Bruno Roghi, giornalista italiano (Verona, n. 1894 - Milano, † 1962)
- Bruno Salvadori, giornalista e politico italiano (Aosta, n. 1942 - Genova, † 1980)
- Bruno Schacherl, giornalista, traduttore e antifascista italiano (Fiume, n. 1920 - Firenze, † 2015)
- Bruno Sereni, giornalista, scrittore e antifascista italiano (Milano, n. 1905 - Barga, † 1986)
- Bruno Slawitz, giornalista e musicologo italiano (Noceto, n. 1907 - Milano, † 1968)
- Bruno Spampanato, giornalista e politico italiano (Salerno, n. 1902 - Roma, † 1960)
- Bruno Vespa, giornalista, conduttore televisivo e autore televisivo italiano (L'Aquila, n. 1944)

## Giuristi(4)
- Bruno Inzitari, giurista italiano (Cagliari, n. 1948)
- Bruno Meneghello, giurista, matematico e partigiano italiano (Malo, n. 1925 - Vicenza, † 2010)
- Bruno Paradisi, giurista e storico italiano (Roma, n. 1909 - Roma, † 2000)
- Bruno Romano, giurista e filosofo italiano (Enna, n. 1942)

## Grecisti(2)
- Bruno Lavagnini, grecista, bizantinista e filologo classico italiano (Siena, n. 1898 - Palermo, † 1992)
- Bruno Snell, grecista e filologo classico tedesco (Hildesheim, n. 1896 - Amburgo, † 1986)

## Hockeisti su ghiaccio(5)
- Bruno Baseotto, hockeista su ghiaccio e allenatore di hockey su ghiaccio canadese (Calgary, n. 1960)
- Bruno Frison, hockeista su ghiaccio italiano (Cortina d'Ampezzo, n. 1936 - Cortina d'Ampezzo, † 2024)
- Bruno Gervais, ex hockeista su ghiaccio canadese (Longueuil, n. 1984)
- Bruno Ghedina, hockeista su ghiaccio italiano (Cortina d'Ampezzo, n. 1943 - Belluno, † 2021)
- Bruno Zarrillo, ex hockeista su ghiaccio, dirigente sportivo e allenatore di hockey su ghiaccio canadese (Winnipeg, n. 1966)

## Hockeisti su pista(1)
- Bruno Bolis, hockeista su pista e allenatore di hockey su pista italiano (Monza, n. 1928 - Monza, † 2011)

## Hockeisti su prato(1)
- Bruno Gennaro, hockeista su prato e allenatore di hockey su prato italiano (n. 1918 - † 2013)

## Hockeisti su slittino(1)
- Bruno Balossetti, ex hockeista su slittino italiano (Fougères, n. 1973)

## Illustratori(1)
- Bruno Angoletta, illustratore e fumettista italiano (Belluno, n. 1889 - Milano, † 1954)

## Imprenditori(7)
- Bruno Falck, imprenditore e ingegnere italiano (Laorca, n. 1902 - Milano, † 1993)
- Bruno Lafont, imprenditore francese (Boulogne-Billancourt, n. 1956)
- Bruno Piazzese, imprenditore italiano (Siracusa)
- Bruno Pontremoli, imprenditore, ingegnere e ufficiale italiano (Milano, n. 1892 - Milano, † 1968)
- Bruno Serato, imprenditore e filantropo italiano (Laon, n. 1956)
- Bruno Veronesi, imprenditore italiano (Grezzana, n. 1946)
- Bruno de Carvalho, imprenditore portoghese (Lourenço Marques, n. 1972)

## Incisori(1)
- Bruno da Osimo, incisore e scrittore italiano (Osimo, n. 1888 - Ancona, † 1962)

## Informatici(1)
- Bruno Fadini, informatico italiano (Napoli, n. 1937 - Napoli, † 2007)

## Ingegneri(6)
- Bruno Beccaria, ingegnere, dirigente d'azienda e imprenditore italiano (Brescia, n. 1915 - Brescia, † 2000)
- Bruno Bonazzelli, ingegnere e divulgatore scientifico italiano (Loreto, n. 1895 - Milano, † 1984)
- Bruno Cetto, ingegnere e micologo italiano (Trento, n. 1921 - Rimini, † 1991)
- Bruno Finzi, ingegnere, matematico e fisico italiano (Gardone Val Trompia, n. 1899 - Milano, † 1974)
- Bruno Siciliano, ingegnere e divulgatore scientifico italiano (Napoli, n. 1959)
- Bruno Velani, ingegnere e dirigente d'azienda italiano (Chieti, n. 1904 - Roma, † 1987)

## Insegnanti(3)
- Bruno Bracalente, docente e politico italiano (Fermo, n. 1949)
- Bruno Enei, docente, politico e partigiano brasiliano (Barra Bonita, n. 1908 - Ponta Grossa, † 1967)
- Bruno Gollnisch, docente e politico francese (Neuilly-sur-Seine, n. 1950)

## Inventori(1)
- Bruno Murari, inventore italiano (Treviso, n. 1936)

## Judoka(2)
- Bruno Carabetta, ex judoka francese (Mulhouse, n. 1966)
- Bruno Carmeni, judoka italiano (Beirut, n. 1940)

## Kickboxer(1)
- Bruno Campiglia, ex kickboxer italiano (Roma, n. 1962)

## Linguisti(2)
- Bruno Migliorini, linguista, filologo e esperantista italiano (Rovigo, n. 1896 - Firenze, † 1975)
- Bruno Schweizer, linguista tedesco (Diessen, n. 1897 - † 1958)

## Liutai(1)
- Bruno Traverso, liutaio italiano (Genova, n. 1971)

## Magistrati(4)
- Bruno Caccia, magistrato italiano (Cuneo, n. 1917 - Torino, † 1983)
- Bruno Cotte, magistrato francese (Lione, n. 1945)
- Bruno Siclari, magistrato italiano (Reggio di Calabria, n. 1925 - Sesto San Giovanni, † 1999)
- Bruno Tinti, magistrato, giornalista e editore italiano (Roma, n. 1942 - Torino, † 2021)

## Marciatori(2)
- Bruno Fait, marciatore italiano (Trento, n. 1924 - Malo, † 2000)
- Bruno Junk, marciatore sovietico (Valga, n. 1929 - Tallinn, † 1995)

## Matematici(4)
- Bruno Abakanowicz, matematico e inventore polacco (Ukmergė, n. 1852 - Parc Saint-Maur, † 1900)
- Bruno Buchberger, matematico austriaco (Innsbruck, n. 1942)
- Bruno de Finetti, matematico e statistico italiano (Innsbruck, n. 1906 - Roma, † 1985)
- Bruno Pini, matematico italiano (Poggio Rusco, n. 1918 - Forlì, † 2007)

## Medici(5)
- Bruno da Longobucco, medico e chirurgo italiano (Longobucco - Padova, † 1286)
- Bruno Pincherle, medico e antifascista italiano (Trieste, n. 1903 - Trieste, † 1968)
- Bruno Silvestrini, medico italiano (Faenza, n. 1931)
- Bruno Weber, medico e batteriologo tedesco (Treviri, n. 1915 - Homburg, † 1956)
- Bruno Zanobio, medico e storico italiano (Milano, n. 1926 - Milano, † 2015)

## Militari(36)
- Bruno Antonelli, militare e partigiano italiano (Castel Goffredo, n. 1925 - Castel Goffredo, † 1945)
- Bruno Edmondo Arnaud, militare italiano (Tabellano di Suzzara, n. 1901 - Gruda, † 1943)
- Bruno Bocconi, militare e partigiano italiano (Vaestano, n. 1921 - Ciano d'Enza, † 1945)
- Bruno Brusco, militare italiano (Verona, n. 1910 - Cheren, † 1941)
- Bruno Bussolin, militare italiano (Monselice, n. 1921 - Monte San Michele d'Abruzzo, † 1944)
- Bruno Caleari, militare italiano (Sussak, n. 1908 - Mar Mediterraneo, † 1940)
- Bruno Camandone, militare italiano (Albenga, n. 1915 - Cerkowo, † 1942)
- Bruno Carloni, militare italiano (Isola Liri, n. 1920 - Bobrovskij, † 1942)
- Bruno Castagna, militare italiano (Traona, n. 1908 - Monte Maliniek, † 1942)
- Bruno Castro, militare e aviatore italiano (Trieste, n. 1918 - Mar Mediterraneo, † 1942)
- Bruno Cavallotti, militare italiano (Torino, n. 1912 - Alcañiz, † 1938)
- Bruno Cesana, militare e aviatore italiano (Milano, n. 1910 - Villalba, † 1938)
- Bruno Conti, militare e partigiano italiano (Carrara, n. 1911 - Casamozza, † 1943)
- Bruno Danero, militare italiano (Carloforte, n. 1878 - Vertoiba Inferiore, † 1917)
- Bruno Dilley, militare e aviatore tedesco (Gumbinnen, n. 1913 - Landsberg am Lech, † 1968)
- Bruno Falcomatà, militare italiano (Napoli, n. 1911 - acque vicino a Malta, † 1941)
- Bruno Franceschini, militare austriaco (Tres, n. 1894 - Vienna, † 1970)
- Bruno Galas, militare italiano (Varignano di Arco, n. 1919 - Bardia, † 1941)
- Bruno Gesche, militare tedesco (Berlino, n. 1905 - Hannover, † 1982)
- Bruno Giacconi, militare, tiratore a volo e politico italiano (Osimo, n. 1889 - Sondrio, † 1957)
- Bruno Grilli, militare italiano (Perugia, n. 1914 - Monte Fosca, † 1938)
- Bruno Jesi, militare italiano (Udine, n. 1916 - Torino, † 1943)
- Bruno Kittel, militare austriaco (n. 1922 - † 1945)
- Bruno Margarucci Riccini, militare italiano (Ancona, n. 1895 - Ancona, † 1969)
- Bruno Mazzaggio, militare e politico italiano (Agugliaro, n. 1897)
- Bruno Pasino, militare e partigiano italiano (Solero, n. 1916 - Casalbagliano, † 1945)
- Bruno Pilat, militare italiano (Follina, n. 1913 - Savona, † 2006)
- Bruno Ranieri, militare italiano (Ivrea, n. 1915 - Campagna italiana di Grecia, † 1940)
- Bruno Rodella, militare e antifascista italiano (Guidizzolo, n. 1917 - Roma, † 1944)
- Bruno Schmelzinger, militare tedesco (Mannheim, n. 1922 - Erkrath, † 2013)
- Bruno Serotini, militare e aviatore italiano (Roma, n. 1915 - Cielo di Roma, † 1943)
- Bruno Staffa, militare italiano (Perugia, n. 1920 - Pojani, † 1943)
- Bruno Sutkus, militare lituano (Tannenwalde, n. 1924 - † 2003)
- Bruno Viola, militare e partigiano italiano (Caldogno, n. 1924 - Malga Zonta, † 1944)
- Bruno Vittori, militare e aviatore italiano (Chieti, n. 1910 - Maiorca, † 1937)
- Bruno Mauricio de Zabala, militare spagnolo (Durango, n. 1682 - Fiume Paraná, † 1736)

## Missionari(2)
- Bruno di Querfurt, missionario e arcivescovo tedesco (Querfurt, n. 974 - † 1009)
- Bruno Novelli, missionario italiano (Verona, n. 1936 - Negrar, † 2003)

## Mistici(1)
- Bruno Gröning, mistico tedesco (Danzica, n. 1906 - Parigi, † 1959)

## Modelli(1)
- Bruno Cabrerizo, modello e conduttore televisivo brasiliano (Rio de Janeiro, n. 1979)

## Monaci cristiani(1)
- Bruno di Colonia, monaco cristiano tedesco (Colonia - Serra San Bruno, † 1101)

## Musicisti(9)
- Bruno Aragosti, musicista e arrangiatore italiano (Borgo Val di Taro, n. 1924 - Borgo Val di Taro, † 2014)
- Bruno Astesana, musicista italiano (Villafalletto, n. 1953 - Cuneo, † 2020)
- Bruno Bandini, musicista e insegnante argentino (Faenza, n. 1889 - Buenos Aires, † 1969)
- Bruno De Filippi, musicista e compositore italiano (Milano, n. 1930 - Milano, † 2010)
- Bruno Dorella, musicista e produttore discografico italiano (Milano, n. 1973)
- Karunesh, musicista tedesco (Colonia, n. 1956)
- Bruno Marini, musicista italiano (Verona, n. 1958)
- Bruno Mazzotta, musicista e compositore italiano (Follina, n. 1921 - Napoli, † 2001)
- Bruno Zambrini, musicista e produttore discografico italiano (Francavilla al Mare, n. 1935)

## Navigatori(2)
- Bruno de Heceta, navigatore spagnolo (n. 1744 - † 1807)
- Bruno Peyron, navigatore e velista francese (Angers, n. 1955)

## Nobili(4)
- Bruno di Sassonia, nobile tedesco († 880)
- Bruno I di Brunswick, nobile tedesco
- Bruno II di Frisia, nobile tedesco (n. 1024 - † 1057)
- Bruno il Vecchio, nobile e abate tedesco

## Nuotatori(3)
- Bruno Bianchi, nuotatore italiano (Trieste, n. 1943 - Brema, † 1966)
- Bruno Bonfim, ex nuotatore brasiliano (Anápolis, n. 1979)
- Bruno Fratus, nuotatore brasiliano (Macaé, n. 1989)

## Oboisti(1)
- Bruno Incagnoli, oboista italiano (Ceprano, n. 1935 - Roma, † 2024)

## Operai(1)
- Bruno Brandellero, operaio, militare e partigiano italiano (Valli del Pasubio, n. 1922 - Marano Vicentino, † 1944)

## Orafi(1)
- Bruno Mazzei, orafo italiano (Firenze, n. 1389 - † 1470)

## Pallamanisti(2)
- Bruno Brzić, pallamanista croato (Tuconio, n. 1987)
- Bruno Gudelj, ex pallamanista croato (Zagabria, n. 1966)

## Pallanuotisti(1)
- Bruno De Hesselle, pallanuotista belga (Anversa, n. 1941)

## Pallavolisti(5)
- Bruno Bagnoli, ex pallavolista e allenatore di pallavolo italiano (Mantova, n. 1964)
- Bruno Lima, pallavolista argentino (San Juan, n. 1996)
- Bruno de Rezende, pallavolista brasiliano (Campinas, n. 1986)
- Bruno Romanutti, pallavolista argentino (Rosario, n. 1989)
- Bruno Zanuto, pallavolista brasiliano (San Paolo, n. 1983)

## Pallonisti(1)
- Bruno Banchini, pallonista italiano (Prato, n. 1857 - Firenze, † 1937)

## Parolieri(1)
- Bruno Brighetti, paroliere e musicista italiano (Bologna, n. 1926 - Cremona, † 2018)

## Partigiani(11)
- Bruno Eugenio Ballan, partigiano, politico e sindacalista italiano (Santa Maria di Sala, n. 1922 - Mirano, † 2004)
- Bruno Berellini, partigiano francese (Roanne, n. 1925 - Principato di Monaco, † 1995)
- Bruno Bernini, partigiano e politico italiano (Livorno, n. 1919 - Livorno, † 2013)
- Bruno Bruni, partigiano italiano (Roma, n. 1923 - Monte San Giovanni in Sabina, † 1944)
- Bruno Fanciullacci, partigiano italiano (Pieve a Nievole, n. 1919 - Firenze, † 1944)
- Bruno Lichene, partigiano italiano (Altare, n. 1925 - Vesime, † 1945)
- Bruno Pelizzi, partigiano italiano (Parma, n. 1924 - Pione, † 1944)
- Bruno Rizzieri, partigiano e operaio italiano (Ferrara, n. 1918 - Ferrara, † 1944)
- Bruno Tosarelli, partigiano italiano (Castenaso, n. 1912 - Bologna, † 1944)
- Bruno Tuscano, partigiano italiano (Palizzi Marina, n. 1920 - San Maurizio Canavese, † 1945)
- Bruno Vailati, partigiano, regista e produttore cinematografico italiano (Alessandria d'Egitto, n. 1919 - Roma, † 1990)

## Patologi(1)
- Bruno Galli-Valerio, patologo, igienista e batteriologo italiano (Lecco, n. 1867 - Losanna, † 1943)

## Pattinatori artistici su ghiaccio(1)
- Bruno Massot, pattinatore artistico su ghiaccio francese (Caen, n. 1989)

## Pattinatori di velocità su ghiaccio(2)
- Bruno Milesi, ex pattinatore di velocità su ghiaccio italiano (Brunico, n. 1965)
- Bruno Toniolli, ex pattinatore di velocità su ghiaccio italiano (Bolzano, n. 1943)

## Pedagogisti(1)
- Bruno Ciari, pedagogista italiano (Certaldo, n. 1923 - Bologna, † 1970)

## Pesisti(1)
- Bruno Pauletto, ex pesista, imprenditore e fisiologo italiano (Portogruaro, n. 1954)

## Pianisti(3)
- Bruno Canino, pianista, clavicembalista e compositore italiano (Napoli, n. 1935)
- Bruno Mezzena, pianista e compositore italiano (Trento, n. 1927 - Taranto, † 2017)
- Bruno Mugellini, pianista, compositore e insegnante italiano (Potenza Picena, n. 1871 - Bologna, † 1912)

## Piloti automobilistici(4)
- Bruno Giacomelli, ex pilota automobilistico italiano (Poncarale, n. 1952)
- Bruno Junqueira, pilota automobilistico brasiliano (Belo Horizonte, n. 1976)
- Bruno Senna, ex pilota automobilistico brasiliano (San Paolo, n. 1983)
- Bruno Spengler, pilota automobilistico canadese (Schiltigheim, n. 1983)

## Piloti di rally(4)
- Bruno Berglund, copilota di rally svedese (Stoccolma, n. 1947)
- Bruno Magalhães, pilota di rally portoghese (Lisbona, n. 1980)
- Bruno Saby, pilota di rally francese (Grenoble, n. 1949)
- Bruno Thiry, ex pilota di rally belga (Sankt Vith, n. 1962)

## Piloti motociclistici(5)
- Bruno Casanova, pilota motociclistico italiano (Cervia, n. 1964)
- Bruno Ieraci, pilota motociclistico italiano (Giulianova, n. 2000)
- Bruno Kneubühler, pilota motociclistico svizzero (Zurigo, n. 1946)
- Bruno Ruffo, pilota motociclistico italiano (Colognola ai Colli, n. 1920 - Verona, † 2007)
- Bruno Spaggiari, pilota motociclistico italiano (Reggio Emilia, n. 1933)

## Pistard(2)
- Bruno Pellizzari, pistard italiano (Milano, n. 1907 - Milano, † 1991)
- Bruno Risi, ex pistard e ciclista su strada svizzero (Altdorf, n. 1968)

## Pittori(24)
- Bruno Amadio, pittore italiano (Venezia, n. 1911 - † 1981)
- Bruno Brunetti, pittore italiano (Firenze, n. 1920 - Firenze, † 1966)
- Bruno Bruni, pittore italiano (Gradara, n. 1935)
- Bruno d'Arcevia, pittore italiano (Arcevia, n. 1946)
- Bruno Canova, pittore, incisore e partigiano italiano (Bologna, n. 1925 - Lacco Ameno, † 2012)
- Bruno Caruso, pittore, disegnatore e incisore italiano (Palermo, n. 1927 - Roma, † 2018)
- Bruno Cassinari, pittore e scultore italiano (Piacenza, n. 1912 - Milano, † 1992)
- Bruno Colorio, pittore, disegnatore e incisore italiano (Trento, n. 1911 - Trento, † 1997)
- Bruno Cordati, pittore italiano (Barga, n. 1890 - Barga, † 1979)
- Bruno Croatto, pittore italiano (Trieste, n. 1875 - Roma, † 1948)
- Bruno Darzino, pittore italiano (Oderzo, n. 1922 - Treviso, † 1984)
- Bruno Di Bello, pittore e fotografo italiano (Torre del Greco, n. 1938 - Milano, † 2019)
- Bruno Fael, pittore e scultore italiano (Sacile, n. 1935 - Milano, † 2015)
- Bruno Liljefors, pittore svedese (Uppsala, n. 1860 - Stoccolma, † 1939)
- Bruno Mancinotti, pittore e scultore italiano (Roma, n. 1923 - Roma, † 1997)
- Bruno Marzi, pittore e falsario italiano (Siena, n. 1908 - Siena, † 1981)
- Bruno Mello, pittore e scenografo italiano (Venezia, n. 1896 - Firenze, † 1976)
- Bruno Prosdocimi, pittore, disegnatore e fumettista italiano (Venezia, n. 1936 - Verona, † 2023)
- Bruno Pulga, pittore italiano (Bologna, n. 1922 - Bologna, † 1993)
- Bruno Radicioni, pittore, scultore e ceramista italiano (Fano, n. 1933 - Pesaro, † 1997)
- Bruno Rovesti, pittore italiano (Gualtieri, n. 1907 - Gualtieri, † 1987)
- Bruno Sacchiero, pittore italiano (Padova, n. 1893 - † 1918)
- Bruno Saetti, pittore e incisore italiano (Bologna, n. 1902 - Bologna, † 1984)
- Bruno Vacchiano, pittore italiano (Napoli, n. 1933 - Napoli, † 1994)

## Poeti(8)
- Bruno Brunini, poeta e scrittore italiano (Napoli)
- Bruno Capacci, poeta, pittore e ceramista italiano (Venezia, n. 1906 - Uccle, † 1996)
- Bruno Dozzini, poeta italiano (Perugia, n. 1920 - Perugia, † 2008)
- Bruno Fattori, poeta italiano (San Giustino, n. 1891 - Pisa, † 1985)
- Bruno Galluccio, poeta italiano (Napoli, n. 1953)
- Bruno Pelaggi, poeta e scultore italiano (Serra San Bruno, n. 1837 - Serra San Bruno, † 1912)
- Bruno Giordano Sanzin, poeta italiano (Trieste, n. 1906 - † 1994)
- Bruno Vilar, poeta e attore italiano (Gravellona Toce, n. 1942 - Bergamo, † 1978)

## Poliziotti(1)
- Bruno Contrada, poliziotto e agente segreto italiano (Napoli, n. 1931)

## Presbiteri(5)
- Bruno Cadoré, presbitero francese (Le Creusot, n. 1954)
- Bruno Esposito, presbitero e giurista italiano (Terracina, n. 1959)
- Bruno Ferrero, presbitero e scrittore italiano (Villarbasse, n. 1946)
- Bruno Nicolini, presbitero italiano (Bolzano, n. 1927 - Roma, † 2012)
- Bruno de Solages, presbitero francese (Mézens, n. 1895 - Tolosa, † 1983)

## Procuratori sportivi(1)
- Bruno Cirillo, procuratore sportivo e ex calciatore italiano (Castellammare di Stabia, n. 1977)

## Psichiatri(2)
- Bruno Bara, psichiatra e psicoterapeuta italiano (Milano, n. 1949 - Milano, † 2023)
- Bruno Callieri, psichiatra italiano (Roma, n. 1923 - Roma, † 2012)

## Pugili(6)
- Bruno Ahlberg, pugile finlandese (Espoo, n. 1911 - Helsinki, † 1966)
- Bruno Arcari, ex pugile italiano (Villa Latina, n. 1942)
- Bruno Bisterzo, pugile italiano (Padova, n. 1914 - Parabiago, † 1955)
- Bruno Melissano, pugile italiano (Lecce, n. 1942 - Lecce, † 1987)
- Bruno Petracca, pugile italiano (Roma, n. 1906 - Roma, † 1977)
- Bruno Visintin, pugile italiano (La Spezia, n. 1932 - La Spezia, † 2015)

## Rapper(1)
- Doc Gynéco, rapper e cantante francese (Clichy-sous-Bois, n. 1974)

## Registi(15)
- Bruno Aveillan, regista francese (Tolosa, n. 1968)
- Bruno Barreto, regista, sceneggiatore e produttore cinematografico brasiliano (Rio de Janeiro, n. 1955)
- Bruno Bigoni, regista, sceneggiatore e produttore cinematografico italiano (Milano, n. 1950)
- Bruno Colella, regista, attore e drammaturgo italiano (Napoli, n. 1955)
- Bruno Corbucci, regista e sceneggiatore italiano (Roma, n. 1931 - Roma, † 1996)
- Bruno Cortini, regista e sceneggiatore italiano (Roma, n. 1943 - Roma, † 1989)
- Bruno Dumont, regista e sceneggiatore francese (Bailleul, n. 1958)
- Bruno Gaburro, regista e sceneggiatore italiano (Rivergaro, n. 1939)
- Bruno Mattei, regista, sceneggiatore e montatore italiano (Roma, n. 1931 - Roma, † 2007)
- Bruno Oliviero, regista, sceneggiatore e direttore della fotografia italiano (Torre del Greco, n. 1972)
- Bruno Paolinelli, regista, sceneggiatore e produttore cinematografico italiano (Roma, n. 1923 - Roccabruna-Capo Martino, † 1991)
- Bruno Pischiutta, regista cinematografico, produttore cinematografico e attore italiano (Codroipo, n. 1947)
- Bruno Rahn, regista, attore e produttore cinematografico tedesco (Berlino, n. 1887 - Berlino, † 1927)
- Bruno Rasia, regista, pittore e sceneggiatore italiano (Tregnago, n. 1926 - Roma, † 2010)
- Bruno Rolland, regista, sceneggiatore e attore francese (Parigi, n. 1964)

## Religiosi(2)
- Bruno Fedi, religioso italiano (n. 1896 - Pisa, † 1958)
- Bruno Tozzi, religioso, botanico e micologo italiano (Montevarchi, n. 1656 - Vallombrosa, † 1743)

## Restauratori(1)
- Bruno Zanardi, restauratore e storico dell'arte italiano (Parma, n. 1948)

## Retori(1)
- Bruno Casini, retore e poeta italiano (Firenze - Firenze, † 1348)

## Rivoluzionari(1)
- Bruno Filippi, rivoluzionario e anarchico italiano (Livorno, n. 1900 - Milano, † 1919)

## Rugbisti a 15(2)
- Bruno Ancillotti, ex rugbista a 15 e allenatore di rugby a 15 italiano (Roma, n. 1952)
- Bruno Francescato, ex rugbista a 15 italiano (Sardara, n. 1955)

## Saggisti(3)
- Bruno Ballardini, saggista, scrittore e pubblicitario italiano (Venezia, n. 1954)
- Bruno Bérard, saggista francese (Nancy, n. 1958)
- Bruno Pischedda, saggista e scrittore italiano (Milano, n. 1956)

## Saltatori con gli sci(4)
- Bruno Caneva, saltatore con gli sci e militare italiano (Asiago, n. 1912 - Mendoza, † 2003)
- Bruno Da Col, saltatore con gli sci italiano (Cibiana di Cadore, n. 1913 - Milano, † 1995)
- Bruno De Zordo, saltatore con gli sci italiano (Cibiana di Cadore, n. 1941 - Sappada, † 2004)
- Bruno Reuteler, ex saltatore con gli sci svizzero (Saanen, n. 1971)

## Santi(1)
- Bruno di Würzburg, santo e vescovo austriaco (Persenbeug, † 1045)

## Sassofonisti(1)
- Bruno Romani, sassofonista, flautista e compositore italiano (Udine, n. 1960 - † 2025)

## Scacchisti(2)
- Bruno Belotti, scacchista italiano (Ponte Nossa, n. 1964)
- Bruno Parma, scacchista e giornalista sloveno (Lubiana, n. 1941)

## Sceneggiatori(1)
- Bruno Heller, sceneggiatore, produttore televisivo e regista televisivo britannico (Londra, n. 1960)

## Scenografi(3)
- Bruno Amalfitano, scenografo italiano (Fiuggi, n. 1945)
- Bruno Cesari, scenografo italiano (Pesaro, n. 1933 - Pesaro, † 2004)
- Bruno Rubeo, scenografo italiano (Roma, n. 1946 - Foligno, † 2011)

## Schermidori(3)
- Bruno Boscherie, ex schermidore francese (Carpentras, n. 1951)
- Bruno Deschênes, ex schermidore canadese (Montréal, n. 1963)
- Bruno Habārovs, schermidore sovietico (Riga, n. 1939 - Riga, † 1994)

## Sciatori alpini(8)
- Bruno Alberti, ex sciatore alpino, sciatore di velocità e allenatore di sci alpino italiano (Cortina d'Ampezzo, n. 1934)
- Bruno Burrini, sciatore alpino italiano (Pelugo, n. 1931 - Madonna di Campiglio, † 2017)
- Bruno Castlunger, ex sciatore alpino italiano (Corvara in Badia, n. 1962)
- Bruno Confortola, sciatore alpino italiano (Scopello, n. 1953 - Sondalo, † 1991)
- Bruno Kernen, ex sciatore alpino svizzero (Thun, n. 1972)
- Bruno Kernen, ex sciatore alpino svizzero (n. 1961)
- Bruno Nöckler, sciatore alpino italiano (Predoi, n. 1956 - Ruapehu, † 1982)
- Bruno Piazzalunga, ex sciatore alpino italiano (Chiomonte, n. 1944)

## Scrittori(20)
- Bruno Apitz, scrittore e sceneggiatore tedesco (Lipsia, n. 1900 - Berlino, † 1979)
- Bruno Arpaia, scrittore, giornalista e traduttore italiano (Ottaviano, n. 1957)
- Bruno Barilli, scrittore, compositore e critico musicale italiano (Fano, n. 1880 - Roma, † 1952)
- Bruno Cicognani, scrittore e drammaturgo italiano (Firenze, n. 1879 - Firenze, † 1971)
- Bruno Corra, scrittore e sceneggiatore italiano (Ravenna, n. 1892 - Varese, † 1976)
- Bruno Fischer, scrittore statunitense (Berlino, n. 1908 - New York, † 1992)
- Bruno Fonzi, scrittore e traduttore italiano (Macerata, n. 1914 - Milano, † 1976)
- Bruno Frank, romanziere, drammaturgo e sceneggiatore tedesco (Stoccarda, n. 1887 - Beverly Hills, † 1945)
- Bruno Gambarotta, scrittore, giornalista e conduttore televisivo italiano (Asti, n. 1937)
- Bruno Jasieński, scrittore polacco (Klimontów, n. 1901 - Vladivostok, † 1938)
- Bruno Leydet, scrittore francese (Fontainebleau, n. 1890 - Saint-Jean-de-Luz, † 1962)
- Bruno Morchio, scrittore italiano (Genova, n. 1954)
- Bruno Pezzella, scrittore, giornalista e docente italiano (Napoli, n. 1949)
- Bruno Piazza, scrittore e superstite dell'Olocausto italiano (Trieste, n. 1889 - Trieste, † 1946)
- Bruno Schulz, scrittore e disegnatore polacco (Drohobyč, n. 1892 - Drohobyč, † 1942)
- Bruno Tacconi, scrittore e odontoiatra italiano (Voghera, n. 1913 - † 1986)
- Bruno Tognolini, scrittore e sceneggiatore italiano (Cagliari, n. 1951)
- Bruno Vallepiano, scrittore, giornalista e sceneggiatore italiano (Roburent, n. 1956)
- Bruno Vasari, scrittore, partigiano e antifascista italiano (Trieste, n. 1911 - Torino, † 2007)
- Bruno Vitiello, scrittore italiano (Napoli, n. 1966)

## Scultori(6)
- Bruno Boari, scultore, pittore e medaglista italiano (Bologna, n. 1896 - Bologna, † 1964)
- Bruno Calvani, scultore e pittore italiano (Mola di Bari, n. 1904 - Milano, † 1985)
- Bruno Catarzi, scultore e incisore italiano (Signa, n. 1903 - Firenze, † 1996)
- Bruno Giorgi, scultore brasiliano (Mococa, n. 1905 - Rio de Janeiro, † 1993)
- Bruno Gironcoli, scultore austriaco (Villaco, n. 1936 - Vienna, † 2010)
- Bruno Innocenti, scultore italiano (Firenze, n. 1906 - Firenze, † 1986)

## Semiologi(1)
- Bruno Osimo, semiologo e scrittore italiano (Milano, n. 1958)

## Siepisti(1)
- Bruno Betti, siepista e dirigente sportivo italiano (Borgo San Lorenzo, n. 1911 - Firenze, † 1986)

## Sindacalisti(4)
- Bruno Bianchi, sindacalista e politico italiano (Suzzara, n. 1909 - Roma, † 1986)
- Bruno Buozzi, sindacalista, politico e operaio italiano (Pontelagoscuro, n. 1881 - Roma, † 1944)
- Bruno Storti, sindacalista e politico italiano (Roma, n. 1913 - Roma, † 1994)
- Bruno Trentin, sindacalista, politico e partigiano italiano (Pavie, n. 1926 - Roma, † 2007)

## Slittinisti(1)
- Bruno Banani, slittinista tongano ('Eua Fo'ou, n. 1987)

## Sociologi(2)
- Bruno Étienne, sociologo, politologo e islamista francese (La Tronche, n. 1937 - Aix-en-Provence, † 2009)
- Bruno Latour, sociologo e antropologo francese (Beaune, n. 1947 - Parigi, † 2022)

## Storici(11)
- Bruno Andreolli, storico e medievista italiano (Borghetto sull'Adige, n. 1949 - Mirandola, † 2015)
- Bruno Bongiovanni, storico italiano (Torino, n. 1947)
- Bruno il Sassone, storico tedesco
- Bruno Caizzi, storico e economista italiano (Forlì, n. 1909 - Breno, † 1992)
- Bruno De Wever, storico, docente e scrittore belga (Mortsel, n. 1960)
- Bruno Di Porto, storico italiano (Roma, n. 1933 - Pisa, † 2023)
- Bruno Faidutti, storico, sociologo e autore di giochi francese (n. 1961)
- Bruno Mahlknecht, storico italiano (Bolzano, n. 1940)
- Bruno Maida, storico italiano (Torino, n. 1964)
- Bruno Segre, storico e filosofo italiano (Lucerna, n. 1930 - Milano, † 2023)
- Bruno Tobia, storico italiano (Roma, n. 1948)

## Storici dell'arte(5)
- Bruno Adler, storico dell'arte e scrittore tedesco (Karlovy Vary, n. 1888 - Londra, † 1968)
- Bruno Corà, storico dell'arte e critico d'arte italiano (Roma, n. 1942)
- Bruno Foucart, storico dell'arte francese (Cambrai, n. 1938 - Courbevoie, † 2018)
- Bruno Molajoli, storico dell'arte e museologo italiano (Fabriano, n. 1905 - Roma, † 1985)
- Bruno Toscano, storico dell'arte e pittore italiano (Spoleto, n. 1930)

## Taekwondoka(1)
- Bruno Ntep, taekwondoka francese (Parigi, n. 1980)

## Tennisti(2)
- Bruno Orešar, ex tennista jugoslavo (Zagabria, n. 1967)
- Bruno Soares, ex tennista brasiliano (Belo Horizonte, n. 1982)

## Tenori(4)
- Bruno Bulgarelli, tenore italiano (Modena, n. 1938)
- Bruno Landi, tenore italiano (Volterra, n. 1900 - Buenos Aires, † 1968)
- Bruno Lazzaretti, tenore italiano (Sassuolo, n. 1957)
- Bruno Prevedi, tenore italiano (Revere, n. 1928 - Milano, † 1988)

## Teologi(1)
- Bruno Busale, teologo italiano (Napoli)

## Terroristi(1)
- Bruno La Ronga, terrorista italiano (San Severo, n. 1953)

## Tiratori a volo(1)
- Bruno Rossetti, tiratore a volo francese (Troyes, n. 1960 - Ponte Buggianese, † 2018)

## Tiratori di fune(1)
- Julius Wagner, tiratore di fune e ginnasta tedesco (Reutlingen, n. 1882 - Berna, † 1952)

## Traduttori(2)
- Bruno Arzeni, traduttore, poeta e germanista italiano (Corridonia, n. 1905 - † 1954)
- Bruno Oddera, traduttore italiano (Milano, n. 1917 - Torino, † 1988)

## Triatleti(1)
- Bruno Pais, triatleta portoghese (Fundão, n. 1981)

## Ultramaratoneti(1)
- Bruno Scelsi, ex ultramaratoneta e ex maratoneta francese (Roubaix, n. 1954)

## Velisti(2)
- Bruno Bianchi, velista italiano (Genova, n. 1904 - Genova, † 1988)
- Bruno Prada, velista brasiliano (San Paolo, n. 1971)

## Velocisti(4)
- Bruno Bianchi, ex velocista italiano (Genova, n. 1939)
- Bruno Hortelano, velocista spagnolo (Wollongong, n. 1991)
- Bruno Marie-Rose, ex velocista francese (Bordeaux, n. 1965)
- Bruno de Barros, velocista brasiliano (Maceió, n. 1987)

## Vescovi(3)
- Bruno I di Colonia, vescovo e santo tedesco (n. 925 - Reims, † 965)
- Bruno di Verden, vescovo tedesco (n. 920 - † 976)
- Bruno II di Verden, vescovo e abate tedesco († 1049)

## Vescovi cattolici(3)
- Bruno di Augusta, vescovo cattolico tedesco (Ratisbona, † 1029)
- Bruno von Kirchberg, vescovo cattolico tedesco (Bressanone, † 1288)
- Bruno Pedron, vescovo cattolico italiano (Torreglia, n. 1944 - Campo Grande, † 2022)

## Veterinari(1)
- Bruno Ubertini, veterinario italiano (Castel Goffredo, n. 1901 - Brescia, † 1973)

## Violinisti(3)
- Bruno Bartolozzi, violinista e compositore italiano (Firenze, n. 1911 - Fiesole, † 1980)
- Bruno Pignata, violinista italiano (Busca, n. 1943)
- Bruno Polli, violinista italiano (Capodistria, n. 1916 - Trieste, † 1996)

## Violisti(1)
- Bruno Giuranna, violista e direttore d'orchestra italiano (Milano, n. 1933)

## Violoncellisti(1)
- Bruno Weinmeister, violoncellista e direttore d'orchestra austriaco (Salisburgo, n. 1972)

## Wrestler(1)
- Bruno Sammartino, wrestler italiano (Pizzoferrato, n. 1935 - Pittsburgh, † 2018)

## Zoologi(1)
- Bruno Parisi, zoologo italiano (Taio, n. 1884 - Roveré della Luna, † 1957)

## Senza attività specificata(9)
- Bruno (Turaida, † 1298)
- Bruno Génard, ex pentatleta francese (Villeneuve-Saint-Georges, n. 1961)
- Bruno Lüdke, tedesco (Köpenick, n. 1908 - Vienna, † 1944)
- Bruno Meriggi, slavista e traduttore italiano (Orvieto, n. 1927 - Milano, † 1970)
- Bruno Morri, ex tiratore a segno sammarinese (n. 1946)
- Bruno Pupparo, tecnico del suono italiano (Roma, n. 1959 - Roma, † 2009)
- Bruno Seghetti, ex brigatista italiano (Roma, n. 1950)
- Harvey Wippleman, statunitense (Pennsylvania, n. 1965)
- Bruno Zanchi, ex mountain biker italiano (Bergamo, n. 1973)